# 蔵田交差点
蔵田交差点（くらたこうさてん）は、宮崎県延岡市北方町にある北方延岡道路（九州中央自動車道に並行する一般国道218号の自動車専用道路）の交差点である。
2015年4月29日に供用開始した。道の駅北方よっちみろ屋と隣接している。

## 歴史
- 2015年（平成27年）4月29日：蔵田交差点 - 北方IC間開通に伴い、供用開始[2]。

## 接続する道路
- 直接接続
  - 国道218号

## 周辺
- 道の駅北方よっちみろ屋

## 隣
E77 九州中央自動車道（ 北方延岡道路区間を含む）
（基本計画区間） - 蔵田交差点/道の駅北方よっちみろ屋 - 北方IC